# 1884 en musique
| \| • Retour à la chronologie générale de la musique populaire • \| |
| XXIe siècle • XXe siècle • XIXe siècle • XVIIIe siècle XVIIe siècle • XVIe siècle • XVe siècle • XIVe siècle XIIIe siècle • XIIe siècle • XIe siècle • Xe siècle IXe siècle • VIIIe siècle • Haut Moyen Âge • Rome • Grèce |
| • Retour à la chronologie générale de la musique populaire • |

| • Retour à la chronologie générale de la musique populaire • |

| Années de la musique populaire : 1881 - 1882 - 1883 - 1884 - 1885 - 1886 - 1887    |
| Décennies de la musique populaire : 1850 - 1860 - 1870 - 1880 - 1890 - 1900 - 1910 |

## Événements et œuvres
- Le Chat noir, chanson d'Aristide Bruant.

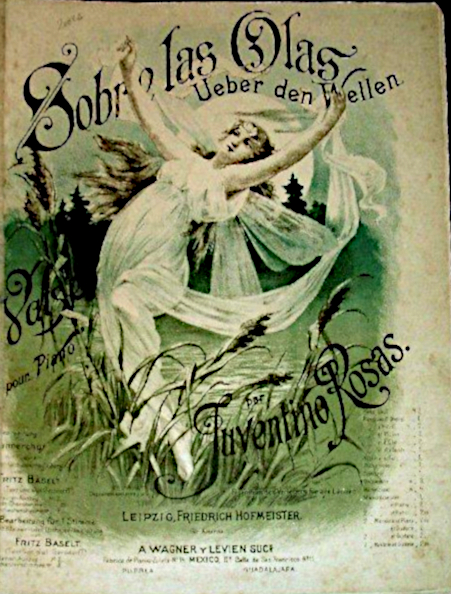
Couverture de Sobre las olas, version pour piano

- Oh My Darling, Clementine, ballade de musique folk américaine, généralement attribuée à Percy Montrose mais aussi parfois à Barker Bradford.
- Création à La Nouvelle-Orléans de la valse Sobre las olas, composée par Juventino Rosas.

## Naissances
- 1er janvier :  Papa Celestin, trompettiste, cornettiste et chef d'orchestre de jazz américain († 15 décembre 1954).
- 17 mars :  Alcide Nunez, clarinettiste de jazz américain († 2 septembre 1984).
- 26 mars :  Brun Campbell, compositeur américain de musique ragtime († 23 novembre 1952).
- 16 avril :  Jaume Teixidor Dalmau, musicien et compositeur espagnol d'œuvres pour fanfares et bandas († 23 février 1957).
- 10 mai :  Roberto Firpo, compositeur et pianiste de tango argentin († 14 juin 1969).
- 18 juin :  Sara Martin, chanteuse de blues américaine († 24 mai 1955).
- 20 juillet :  Grace M. Bolen, pianiste et compositrice de ragtime († 16 février 1974).
- 13 août :  Agustín Bardi, pianiste, violoniste et compositeur de tango († 21 avril 1941).
- 21 octobre :  Claire Waldoff, chanteuse allemande de cabaret, active à Berlin († 22 janvier 1959).
- 26 décembre :  Calvin Woolsey, pianiste et compositeur américain de musique ragtime († 12 novembre 1946).
- Date précise non connue :
  - Naftule Brandwein, musicien klezmer clarinettiste, né à Przemyślany en Autriche-Hongrie et installé aux États-Unis († 1963)[1].

## Décès

George Leybourne

- 30 juillet :  Jacques Bertrand, chansonnier belge de langue wallonne (° 18 novembre 1817).
- 8 juin :  Henry Clay Work, compositeur et auteur de chansons américain, (° 1er octobre 1832).
- 15 septembre :  George Leybourne, musicien populaire anglais, auteur de chansons à boire, (° 17 mars 1842).
- 29 novembre :  Eustache Bérat, musicien et chansonnier français (° 4 décembre 1791).